# Surferosa
I Surferosa sono una rock band norvegese, conosciuti per i loro costumi particolari e la loro musica definita trashy electrified pop music.
Il loro stile musicale è principalmente il rock con influenze punk/new wave e dance. La maggior parte delle canzoni fanno uso di sintetizzatore, e Mariann garantisce una guida vocale. Il gruppo è spesso comparato al gruppo new wave dei Blondie.
Sono diventati molto popolari in Norvegia quando hanno vinto un tour e una registrazione in studio in un concorso musicale chiamato So What. Hanno ricevuto diverse recensioni positive. I Surferosa hanno completato tour in Asia, America, Regno Unito e Scandinavia. Hanno realizzato la colonna sonora per il film Bare Bea. La loro canzone, Royal Uniform dall'album The Force è stata usata nella colonna sonora del videogioco FIFA 07 pubblicato da Electronic Arts.
Il nome Surferosa è preso da un disco dei Pixies.

## Membri
- Mariann Thomassen, voce e keytar
- Andy, sintetizzatore
- Henrik Gustavsen, tamburo
- Kjetil, chitarra
- Ziggy, basso elettrico

## Discografia
- To Russia with Love (EP) (2002)
- Neon Kommando (EP) (2002)
- This is Norway (April 2002)
- Shanghai My Heart (March 2003)
- Neon Commando (EP) (October 2003)
- Saturday Night (Single) (January 2004)
- Lucky Lipstick (Single) (January 2004)
- Satin Con Blonde (Single) (October 2004)
- The Force (September 2005)
- The Beat On The Street (April 2008)